# Amata ornata
Amata ornata är en fjärilsart som beskrevs av Skala 1912. Amata ornata ingår i släktet Amata och familjen björnspinnare. Inga underarter finns listade i Catalogue of Life.